# Pablo de Santa María
Selemoh ha-Leví, o Pablo de Santa María, inicialmente Schlomo ben Jitzchaq ha-Levi (שלמה הלוי מבורגוס), conocido como El Burgense (Burgos, hacia 1350-30 de agosto de 1435), fue un poeta, erudito e historiador español hispanohebreo, judío converso al cristianismo, consejero de Enrique III, escritor teológico y comentarista bíblico, obispo de Cartagena y de Burgos.

## Biografía
Nació hacia 1350 en Burgos, hijo de Simón Levi. Recibió una esmerada educación en la judería burgalesa, de donde fue rabino mayor, pero, después de la revuelta antijudía de 1391 —conocida con el término centroeuropeo de pogromo o «conversiones forzadas del 5151» (año correspondiente en el calendario hebreo)—, iniciada el 6 de junio de ese año en Sevilla, fue convertido por el predicador Vicente Ferrer y, abandonando el judaísmo, fue bautizado en la fe católica con el nombre de Pablo García de Santa María (julio de 1390, coincidiendo con los más terribles asaltos a las juderías de toda la Edad Media). No habiendo querido convertirse su esposa, se separó judicialmente de ella y educó a sus hijos en común en la religión cristiana. El primogénito fue Gonzalo García de Santa María (1379-1448), obispo de Gerona, Astorga, Plasencia, y Sigüenza; la segunda María; el tercero Alfonso de Cartagena (1384-1456) quién le sucedió como obispo de Burgos; el cuarto Pedro (1387-1478) quien fue militar; y el quinto Álvar (1388-1440). Su hermano menor Álvar García de Santa María (1370s-1460), también se convirtió y fue cronista y consejero. Su nieta Teresa de Cartagena, fue una monja y escritora.
Se orientó hacia la vida eclesiástica, estudiando teología en París y en Aviñón, ciudad donde residía el pontífice, quien le promovió en 1395 a la dignidad de arcediano de Treviño (cuyo ejercicio tenía su sede en la Catedral de Burgos, no en el Condado de Treviño). Enrique III le propuso para el obispado de Cartagena (1401) y le nombró su consejero y ayo del príncipe don Juan, futuro Juan II de Castilla. En 1407, tras la muerte de Pero López de Ayala, es nombrado canciller mayor de Castilla.
Fue también consejero de Fernando de Antequera, rey de Aragón. En 1415 fue elegido obispo de Burgos.
Dos de sus hijos siguieron la carrera eclesiástico-política, alcanzando diversas sedes episcopales y responsabilidades en la política castellana: Alfonso de Cartagena y Gonzalo de Santa María. Meses antes de su muerte fue nombrado por Eugenio IV patriarca de Aquilea, sucediéndole en la sede burgalesa su hijo Alfonso, por entonces embajador regio en el Concilio de Basilea. Se fue apartando de la vida cortesana y en su testamento dejó todos sus bienes a los pobres.
Falleció el día 30 de agosto de 1435 en la ciudad de Burgos. Su cadáver recibió sepultura en la capilla mayor del hoy desaparecido convento de San Pablo de Burgos, de la Orden de los dominicos.

## Obras
Las siete edades del mundo o Edades trovadas, poema en octavas reales, en que se hace la historia completa del mundo desde la creación, dedicado a Catalina de Lancáster en 1430, aunque estaba ya acabado en 1404. Suma de crónicas de España, Generación de Jesucristo, Cena del Señor.
Es también autor de las Adiciones a las Apostillas de Nicolás de Lira.

### Scrutinium Scripturarum
Obra compuesta al final de su vida, una por las que goza de fama internacional, bajo el sobrenombre del «Burgense». Expone de forma dialogada, primero los errores de los judíos y los rebate, y luego explica los misterios de la fe cristiana. Tuvo varias ediciones; la más conocida data de 1591 y lleva como preámbulo su biografía, obra de Cristóbal de Santotis. De la misma época es Additiones ad postillam magistri Nicoali Lyra (1270-1340).

## Labor pastoral
Convocó dos sínodos. El de 1418 revela su interés por la correcta formulación de los artículos de la fe, revisando el texto de su antecesor Juan Cabeza de Vaca. El de 1427 es de carácter pastoral y litúrgico y contó con la participación de San Bernardino de Siena.
Financió parte de la construcción del desaparecido convento de San Pablo de Burgos, de la Orden de los dominicos, potenció el monasterio de San Juan de Ortega llevando monjes de Fresdelval, así como San Miguel del Monte, junto a Miranda de Ebro.
En 1432 recibió aprobación pontificia el monasterio de clarisas de Nofuentes, dedicado a Nuestra Señora de Rivas.

## Relación con el judaísmo
Pablo, que incluso después de haber sido bautizado, siguió correspondiendo con varios judíos, entre ellos Joseph Orabuena, rabino jefe de Navarra, y Joshua ibn Vives, se convirtió en un amargo enemigo del judaísmo. Hizo todo lo posible, con frecuencia con éxito, para convertir a sus antiguos correligionarios.
En el mismo espíritu el principal objeto del edicto que redactó como canciller del reino y que fue promulgado en nombre del regente, la reina madre viuda de Catalina de Lancaster, en Valladolid el 2 de enero (no 12), 1412, fue la conversión de los judíos. Esta ley, que consistía en veinticuatro artículos, estaba destinada a separar completamente a los judíos de los cristianos, a paralizar su comercio, a humillarlos ya exponerlos al desprecio, obligándolos a vivir en los estrechos cuarteles de su gueto o aceptar el bautismo.
Impulsado por su odio al judaísmo talmúdico, Pablo en el año anterior a su muerte compuso el Dialogus Pauli et Sauli contra judæos, el Scrutinium Scripturarum (Mantua, 1475, Maguncia, 1478, París, 1507, 1535, Burgos, 1591) como fuente para Alfonso de Spina, Gerónimo de Santa Fé y otros escritores españoles hostiles a los judíos, y Martín Lutero en Alemania por su tratado Sobre los judíos y sus mentiras. Pocos años después de su bautismo escribió Additiones (que consisten en adiciones a los postiles de Nicolás de Lira en la Biblia, y se han impreso con frecuencia), y en su vejez una Historia Universal en verso español.

## Descendencia
Junto con él fueron bautizados sus hijos y su madre. Su primogénito, Gonzalo, fue obispo de Astorga, de Plasencia y de Sigüenza; mientras que el tercero, Alonso, le sucedió en la sede burgense, hecho poco común, aunque no único (véase Clero español en el Antiguo Régimen). Su mujer se bautizaría años más tarde que él; y su padre nunca lo haría. Su nieta Teresa de Cartagena, hija de su hijo Pedro, era sorda y se hizo monja, escribió dos obras que la colocan entre las primeras y más prestigiosas mujeres medievales escritoras en lengua española.
| Predecesor: Fernando de Pedrosa | Obispo de Cartagena 1403 – 1415 | Sucesor: Fray Diego de Bedán  |
| Predecesor: Alfonso de Illescas | Obispo de Burgos 1415 – 1435    | Sucesor: Alfonso de Cartagena |